# Alaska Native Language Center
El Centro de Lenguas Nativas de Alaska (del inglés: Alaska Native Language Center), fundado en 1972 en Fairbanks, Alaska, es un instituto que se dedica a la investigación y documentación de las lenguas nativas de Alaska.
En 1974 Michael Krauss elaboró un mapa lingüístico de Alaska, que actualizó en 1982; desde entonces es la referencia estándar. En el verano boreal de 2011, la institución publicó una versión actualizada del mapa de Krauss.